# Округ Матагорда (Тексас)
Округ Матагорда (енгл. Matagorda County) је округ у америчкој савезној држави Тексас. По попису из 2010. године број становника је 36.702.

## Демографија
Према попису становништва из 2010. у округу је живело 36.702 становника, што је 1.255 (3,3%) становника мање него 2000. године.
| Група             | 2000.          | 2010.          |
| Белци             | 19.900 (52,4%) | 17.400 (47,4%) |
| Афроамериканци    | 4.829 (12,7%)  | 4.200 (11,4%)  |
| Азијати           | 903 (2,4%)     | 719 (2,0%)     |
| Хиспаноамериканци | 11.898 (31,3%) | 14.074 (38,3%) |
| Укупно            | 37.957         | 36.702         |